# Aage Kier
Aage Kier (født 6. januar 1888 i Aarhus, død 30. oktober 1941 i København) var en dansk grosserer og skakspiller, der vandt Danmarksmesterskabet i Skak i 1913 og igen i 1924.
Kier var søn af landsretssagfører og bankdirektør Christian Ludvig Kier og Dorthea Sophie Bünger. Han startede sammen med sin bror Vilhelm Kier (1884-1963) i 1911 firmaet Brødr. Kier, Jern og Staal en gros og en detail. Firmaet blev omdannet til et aktieselskab i 1917, og findes fortsat under navnet Brødrene Kier A/S.
Kier døde d. 30. oktober 1941 som følge af forgiftning under et restaurantbesøg, hvor tjeneren kom til at forveksle natron med insektgift.. Det efterfølgende sagsanlæg mod restauranten er senere blevet en fast bestanddel af gældende domspraksis indenfor erstatningsretten, nærmere specifikt spørgsmålet om principalansvar.